# توم أوسبورن
توم أوسبورن (بالإنجليزية: Tom Osborne)‏ هو لاعب كرة قدم أمريكية وسياسي أمريكي، ولد في 23 فبراير 1937 في هاستينغس في الولايات المتحدة. حزبياً، نشط في الحزب الجمهوري.

## مناصب
- في انتخابات مجلس النواب الأمريكي 2000 [الإنجليزية]‏، انتخب عضو مجلس النواب الأمريكي عن دائرة Nebraska's 3rd congressional district [الإنجليزية]‏ وقد انضم خلال فترته النيابية [الإنجليزية]‏ (3 يناير 2001 – 3 يناير 2003) للكتلة البرلمانية الحزب الجمهوري.
- في انتخابات مجلس النواب الأمريكي 2002 [الإنجليزية]‏، انتخب عضو مجلس النواب الأمريكي عن دائرة Nebraska's 3rd congressional district [الإنجليزية]‏ وقد انضم خلال فترته النيابية [الإنجليزية]‏ (7 يناير 2003 – 3 يناير 2005) للكتلة البرلمانية الحزب الجمهوري.
- في انتخابات مجلس النواب الأمريكي 2004 [الإنجليزية]‏، انتخب عضو مجلس النواب الأمريكي عن دائرة Nebraska's 3rd congressional district [الإنجليزية]‏ وقد انضم خلال فترته النيابية [الإنجليزية]‏ (4 يناير 2005 – 3 يناير 2007) للكتلة البرلمانية الحزب الجمهوري.
- انتخب عضو مجلس النواب الأمريكي وقد انضم خلال فترته النيابية (3 يناير 2001 – 3 يناير 2007) للكتلة البرلمانية الحزب الجمهوري.

## روابط خارجية
- توم أوسبورن على موقع مرجع كرة القدم المحترفة.كوم (الإنجليزية)